# Get Your Wings
Albums de Aerosmith
Aerosmith
(1973) Toys in the Attic
(1975)
Singles
1. Same Old Song and Dance
Sortie : 19 mars 1974
2. Train Kept A-Rollin'
Sortie : 24 octobre  1974
3. SOS (Too Bad)
Sortie : 1974

Get Your Wings est le deuxième album studio du groupe de hard rock américain Aerosmith. Il est sorti le 1er mars 1974 sur le label Columbia (CBS Records en Europe). Il fut produit par Ray Colcord, Jack Douglas et Bob Ezrin.

## Historique
Cet album marque l'arrivée de Jack Douglas en tant que producteur du groupe, ainsi que pour les quatre albums suivants également. L'enregistrement a été réalisé au Record Plant Studios de New York.
La pochette comporte pour la première fois le logo faisant référence au titre de l'album et que l'on retrouvera sur les albums suivants.
Il a obtenu la 74e place du Billboard et a été triple disque de platine. Il restera classé dans les charts plus de 85 semaines grâce à la réputation acquise lors de la tournée qui suivit (en première partie de Black Sabbath ou de Deep Purple), car les passages en radio étaient peu nombreux. 
Le titre Woman Of The World fait référence à Peter Green et son groupe Fleetwood Mac.
Le titre Train Kept A-Rollin' est à l'origine un rock'n'roll de Tiny Bradshaw (1951), repris en 1956 par Johnny Burnette; mais c'est la version des Yardbirds qui inspirera les générations suivantes, notamment les formations de hard-rock et de heavy metal.

## Liste des chansons
Face 1
| No | Titre                   | Auteur                  | Durée |
| -- | ----------------------- | ----------------------- | ----- |
| 1. | Same Old Song And Dance | Steven Tyler, Joe Perry | 3:53  |
| 2. | Lord Of The Thighs      | Tyler                   | 4:14  |
| 3. | Spaced                  | Tyler, Perry            | 4:21  |
| 4. | Woman Of The World      | Tyler, Don Solomon      | 5:49  |

Face 2
| No | Titre                 | Auteur                               | Durée |
| -- | --------------------- | ------------------------------------ | ----- |
| 5. | SOS (Too Bad)         | Tyler                                | 2:51  |
| 6. | Train Kept A- Rollin' | Tiny Bradshaw, Howard Kay, Lois Mann | 5:33  |
| 7. | Seasons Of Wither     | Tyler                                | 5:38  |
| 8. | Pandora's Box         | Tyler, Joey Kramer                   | 5:43  |

## Musiciens
- Steven Tyler: chant, harmonica, piano, guitare acoustique sur "Seasons Of Wither", percussions
- Joe Perry: guitare rythmique, guitare 12 cordes, guitare acoustique, guitare solo sur Woman of the World et Pandora's Box
- Brad Whitford: guitare rythmique, guitare solo sur Lord of the Thighs, Spaced, S.O.S. (Too Bad) et Seasons of Wither
- Tom Hamilton: basse
- Joey Kramer: batterie, percussions, chœurs

Musiciens additionnels
- Steve Hunter: guitare solo sur la première partie de Train Kept A-Rollin'
- David Wagner : guitare solo sur la deuxième partie de Train Kept A-Rollin'
- Michael Brecker: saxophone ténor sur Same Old Song and Dance et Pandora's Box
- Stan Bronstein: saxophone baryton sur Same Old Song and Dance et Pandora's Box
- Randy Brecker: trompette sur Same Old Song and Dance
- Jon Pearson: trombone sur Same Old Song and Dance
- Ray Colcord: claviers sur Spaced

## Charts et  certifications
| Pays       | Durée du classement | Meilleur classement |
| ---------- | ------------------- | ------------------- |
| États-Unis | 86 semaines         | 74e                 |

| Pays       | Certification | Ventes      | Date       |
| ---------- | ------------- | ----------- | ---------- |
| Canada     | Platine       | 100 000 +   | 01/05/1979 |
| États-Unis | 3 × Platine   | 3 000 000 + | 23/02/2001 |